# محمدحسین ملکیان
محمدحسین (فراز ) ملکیان (متولد ۵ تیر ۱۳۶۴ در اصفهان)، شاعر فارسی‌زبان ‌ایرانی است. او یکی از منتخبین هشتمین جشنواره بین‌المللی شعر فجر در بخش شعر سنتی بوده است. او همچنین از برگزیدگان چهارمین جشنواره سراسری آثار و تولیدات استانی حوزه هنری است.
نمونه شعر:
کرامت پیشه ای بی مثل و بی مانند می آید
که باران تا ابد پشت سرش یک بند می آید
کسی که نسل او را می شناسد، خوب می داند
که او تنها نه با شمشیر، با لبخند می آید
همان تیغی که برقش می شکافد قلب ظلمت را
همان دستی که ما را می دهد پیوند می آید
همه تقویم ها را گشته ام، میلادی و شمسی
نمی داند کسی او چندِ چندِ چند می آید
جهان می ایستد با هرچه دارد روبروی او
زمان می ایستد، بوی خوش اسفند می آید
ولی الله، عین الله، سیف الله، نورالله
علی را گرچه بعضی بر نمی تابند، می آید
بله! آن آیت اللهی که بعضی خشک مذهب ها
برای بیعت با او نمی آیند می آید
برای یک سلام ساده تمرین کرده ام عمری
ولی می دانم آخر هم زبانم بند می آید
بخوان شاعر! نگو این شعربافی در خور او نیست
کلاف ما به چشم یوسف ارزشمند می آید
به در می گویم این را تا که شاید بشنود دیوار
به پهلوی کبود مادرم سوگند می آید! 

## آثار

## جوایز
- منتخب هشتمین جشنواره شعر فجر در بخش شعر سنتی (۱۳۹۲)
- برگزیده چهارمین جشنواره سراسری آثار و تولیدات استانی حوزه هنری
- برگزیده مسابقه شعر گوهرشاد [۹]

- راه پیدا کردن کتاب تفسیر آه او به بخش نهایی جشنواره شعر انقلاب[۱۰]